# تسا تامپسون
تسا لین تامپسون (انگلیسی: Tessa Thompson؛ زادهٔ ۳ اکتبر ۱۹۸۳) بازیگر و موسیقی‌دان اهل ایالات متحده آمریکا است. وی از سال ۲۰۰۲ میلادی تاکنون مشغول فعالیت بوده‌است.

## زندگی‌نامه
تسا در لس آنجلس، کالیفرنیا زاده شد. او دختر مارک آنتونی تامپسون یکی از موسیقی‌دان‌های محلی قدیمی است. تامپسون تحصیلات عالیه‌ی خود را در دانشگاه سانتا مونیکا در رشته‌ی انسان‌شناسی فرهنگی گذرانده ‌است.

## فیلم شناسی

### سینما
| سال  | نام                      | نقش          | یادداشت         |
| ---- | ------------------------ | ------------ | --------------- |
| ۲۰۱۴ | سلما                     | دیان نش      |                 |
| ۲۰۱۵ | کرید                     | بیانکا تیلور | همچنین ترانه‌سرا |
| ۲۰۱۷ | ثور: رگنراک              | والکیری      |                 |
| ۲۰۱۸ | ببخشید مزاحم شما شدم     | دترویت       |                 |
| ۲۰۱۸ | نابودی                   | فیزیک‌دان     |                 |
| ۲۰۱۸ | جنگل کوچک                |              |                 |
| ۲۰۱۸ | حکم مرخصی                |              |                 |
| ۲۰۱۸ | کرید ۲                   | بیانکا تیلور |                 |
| ۲۰۱۹ | انتقام‌جویان: پایان بازی  | والکیری      |                 |
| ۲۰۱۹ | مردان سیاه‌پوش: بین‌المللی | مامور ام     |                 |
| ۲۰۱۹ | بین دو سرخس: فیلم        |              |                 |
| ۲۰۱۹ | بانو و ولگرد             |              |                 |
| ۲۰۲۰ | عشق سیلوی                |              |                 |
| ۲۰۲۱ | گذر                      |              |                 |
| ۲۰۲۲ | ثور: عشق و تندر          |              |                 |
| ۲۰۲۲ | کرید ۳                   |              |                 |

### تلویزیون
| سال        | نام          | نقش           | یادداشت                    |
| ---------- | ------------ | ------------- | -------------------------- |
| ۲۰۰۵-۲۰۰۶  | ورونیکا مارس | جکی           | نقش اصلی (حضور در ۱۲ قسمت) |
| ۲۰۰۶       | آناتومی گری  | کامیلا تراویس | حضور در ۲ قسمت             |
| ۲۰۱۶-اکنون | وست‌ورلد      | شارلوت هیل    |                            |

## جوایز و نامزدی‌ها
| سال  | فیلم                     | جایزه                                                             | نتیجه    |
| ---- | ------------------------ | ----------------------------------------------------------------- | -------- |
| ۲۰۱۵ | سلما                     | جایزه جنشواره فیلم همپتونز بهترین بازی                            | پیروز    |
| ۲۰۱۵ | کرید                     | جایزه انجمن منتقدان فیلم آمریکایی-آفریقایی بهترین بازیگر نقش مکمل | پیروز    |
| ۲۰۱۶ | کرید                     | جایزه ایمیج بهترین بازیگر نقش مکمل زن                             | نامزدشده |
| ۲۰۱۶ | کرید                     | جایزه بلک ریل بهترین بازیگر نقش مکمل زن                           | پیروز    |
| ۲۰۱۶ | کرید                     | جایزه برگزیده نوجوان بهترین بازیگر زن فیلم درام                   | نامزدشده |
| ۲۰۱۸ | ثور: رگنراک              | جایزه ایمیج بهترین بازیگر نقش مکمل زن                             | نامزدشده |
| ۲۰۱۸ | ثور: رگنراک              | جایزه بفتا ستاره نوظهور                                           | نامزدشده |
| ۲۰۱۸ | ثور: رگنراک              | جایزه بلک ریل بهترین بازیگر نقش مکمل زن                           | نامزدشده |
| ۲۰۱۸ | ثور: رگنراک              | جایزه امپایر بهترین بازیگر زن تازه وارد                           | نامزدشده |
| ۲۰۱۸ | ثور: رگنراک              | جایزه ساترن بهترین بازیگر نقش مکمل زن                             | نامزدشده |
| ۲۰۱۸ | ثور: رگنراک              | جایزه برگزیده نوجوان بهترین بازیگر زن فیلم های علمی–تخیلی         | نامزدشده |
| ۲۰۱۹ | مردان سیاه‌پوش: بین‌المللی | جایزه برگزیده نوجوانان بهترین بازیگر زن فیلم های اکشن             | نامزدشده |
| ۲۰۱۹ | مردان سیاه‌پوش: بین‌المللی | جایزه برگزیده مردم محبوبترین ستاره زن فیلم های اکشن               | نامزدشده |